# (4588) Wislicenus
(4588) Wislicenus (1931 EE) – planetoida z grupy pasa głównego asteroid okrążająca Słońce w ciągu 5,06 lat w średniej odległości 2,95 j.a. Odkryta 13 marca 1931 roku.